# Gaurax uahukae
Gaurax uahukae är en tvåvingeart som först beskrevs av Malloch 1932.  Gaurax uahukae ingår i släktet Gaurax och familjen fritflugor.
Artens utbredningsområde är Marquesasöarna. Inga underarter finns listade i Catalogue of Life.